# Rolf Balgo
Rolf Balgo (* 3. Februar 1958 in Düsseldorf) ist Professor für Heilpädagogik – Inklusive Bildung und Begleitung’ an der Hochschule Hannover.

## Beruflicher Werdegang
Rolf Balgo hat am Fachbereich für Sondererziehung und Rehabilitation der Universität Dortmund 1997 promoviert. Ihm wurde für seine Arbeit ‚Bewegung und Wahrnehmung als System – Systemisch-konstruktivistische Positionen in der Psychomotorik’ der Dissertationspreis der Universität Dortmund verliehen. Im Jahr 2004 habilitierte er sich an der Philosophischen Fakultät der Leibniz Universität Hannover für das gesamte Fachgebiet der Sonderpädagogik. Nach einer Vertretungsprofessur an der Universität Hannover, im Institut für Sonderpädagogik, Abteilung Pädagogik bei Lernbeeinträchtigungen von 2002 bis 2004 sowie einer Vertretungsprofessur für Sonderpädagogik mit Schwerpunkt Heterogenität für die Bereiche Lernen sowie soziale und emotionale Entwicklung an der Universität Bielefeld, Fakultät für Pädagogik, AG 3 Erziehungs- und Schultheorie von 2006 bis 2007, ist er seit 2007 Professor für Heilpädagogik – Inklusive Bildung und Beratung’ an der Hochschule Hannover, Fakultät für Diakonie, Gesundheit und Soziales.
Darüber hinaus ist er Lehrer für die Sek. I in den Fächern Sport und Biologie, staatlich geprüfter Motopäde, sowie systemischer Berater und Supervisor (ISS, Hamburg). Er war Gründungs- und langjähriges Vorstandsmitglied der Deutschen Gesellschaft für systemische Pädagogik (DGsP) sowie Gründungs- und langjähriges Vorstandsmitglied des Systemischen Forums Niedersachsens (SysFoNie) – Institut für systemisch-konstruktivistische Bildung und Beratung e.V. in Hannover. Zudem ist er Gründungs- und langjähriges Vorstandsmitglied der Wissenschaftlichen Vereinigung für Psychomotorik und Motologie (WVPM), Mitglied des Wissenschaftlichen Beirats der Zeitschrift Motorik (Reinhard Verlag, München) sowie Mitglied im Institut für Allgemeine Theorie von Sinnsystemen (IATS) unter der Leitung von Peter Fuchs.
Seine Arbeits- und Forschungsschwerpunkte sind: Erkenntnis- und Wissenschaftstheorie, systemtheoretische Theoriebildung der (Heil- und Sonder-)Pädagogik, sozial- und kulturwissenschaftliche Grundlagen der (Heil- und Sonder-)Pädagogik, fachspezifische Inhalte der Pädagogik bei Lernbeeinträchtigungen, Beratung und Supervision im (heil- und sonder-)pädagogischen Kontext, Theorien und Konzepte der Motologie und Psychomotorik.

## Publikationen (Auswahl)
- Bewegung und Wahrnehmung als System. Systemisch-konstruktivistische Positionen in der Psychomotorik. Schorndorf 1998
- R. Balgo: Lehren und Lernen - Der Versuch einer (Re-) Konstruktion. In: Pädagogik. Heft 7–8/Juli–August 1998, S. 58–62.
- R. Balgo: Es ist (nicht) normal verschieden zu sein. In: W. Palmowski, M. Heuwinkel: Normal bin ich nicht behindert! Wirklichkeitskonstruktionen bei Menschen die behindert werden – Unterschiede, die Welten machen. Dortmund 2000, S. 135–170.
- R. Werning, R. Balgo, W. Palmowski, M. Sassenroth: Sonderpädagogik – Lernen, Verhalten, Sprache, Bewegung und Wahrnehmung. Oldenbourg, München/Wien 2002, ISBN 3-486-24595-3.
- R. Balgo, R. Werning (Hrsg.): Lernen und Lernprobleme im systemischen Diskurs. Dortmund 2003.
- R. Balgo: Systemische Positionen im Kontext der Motologie. In: H. Köckenberger, R. Hammer (Hrsg.): Psychomotorik – Ansätze und Arbeitsfelder. Ein Lehrbuch. Dortmund 2004, S. 187–222.
- R. Balgo: Wie konstruiere ich mir eine Lernbehinderung? Eine provokative Anleitung. In: R. Voß (Hrsg.): LernLust und EigenSinn – Systemisch-konstruktivistische Schul- und Unterrichtswirklichkeiten. Heidelberg 2005, S. 65–76.
- R. Balgo, H. Lindemann (Hrsg.): Theorie und Praxis systemischer Pädagogik. (= SYSiphos - Beiträge zur systemischen Pädagogik. Band 1). Heidelberg 2006, ISBN 3-89670-514-8.
- R. Balgo, H. Lindemann (Hrsg.): Pädagogik im Zeitalter globaler Konflikte. (= SYSiphos - Beiträge zur systemischen Pädagogik. Band 2). Heidelberg 2007, ISBN 978-3-89670-575-4.
- R. Balgo: Reflexionen über das Phänomen Bewegung. In: W. Beudels, R. Hammer, R. Hamsen, St. Kuhlenkamp, J. Volmer (Hrsg.): Bewegung in der Lebensspanne. Festschrift für Gerd Hölter. Schorndorf 2008, S. 12–22.
- Systemtheorie – eine hilfreiche Perspektive für Behinderung, Gesundheit und Soziales? Hannover 2010.
- Körper ohne Eigenschaften. In: B. Jäpelt, H. Schildberg (Hrsg.): Wi(e)der die Erfahrung. Zum Stand der Kunst systemischer Pädagogik. Dortmund 2011, S. 33–52.
- Inklusion/Exklusion als Beobachtungsschema – Skizze einer systemtheoretischen Betrachtung. In: Fachzeitschrift ‚heilpädagogik.de’, Berlin 1/2013.